# كشيك
قرية كشيك هي إحدى القرى التابعة لمركز أبوحماد في محافظة الشرقية في جمهورية مصر العربية. حسب إحصاءات سنة 2006، بلغ إجمالي السكان في كشيك 4561 نسمة، منهم 2325 رجل و2236 امرأة.